# Distretto di Sivaganga
Il distretto di Sivaganga è un distretto del Tamil Nadu, in India, di 1 150 753 abitanti. Il suo capoluogo è Sivaganga.